# Polenblut
Polenblut (Polska krew) – operetka Oskara Nedbala z librettem Leo Steina. Jej prapremiera miała miejsce w Wiedniu 25 października 1913 roku. Polska premiera odbyła się 14 września 1915 roku w Warszawie.